# Jamie All Over
Jamie All Over — третій сингл Mayday Parade, виданий 2008 року.

## Відеокліп
Відео було відзняте 2008 року. На відео зображено гурт, що грає в казино. Пісню одночасно виконують обидва вокалісти гурту — Дерек Сандерс та Джеремі Лензо. У той-же час гітаристи та ударник гурту грають у рулетку та на ігровому автоматі. Пізніше до них приєднується й Дерек Сандерс в оточенні жінок. Після цього кожен учасник гурту по-черзі виграє в казино. На останніх секундах відео показано падіння Сандерса, що після цього прокидається, тримаючи у руках фішку.

## Учасники запису
- Дерек Сандерс — вокал
- Джеремі Лензо — бас-гітара, вокал
- Алекс Гарсія — лід-гітара
- Брукс Беттс — ритм-гітара
- Джейк Бандрик — ударні